# Jobst II de Schaumbourg
Jobst II de Holstein-Schaumbourg (née en 1520 - † 1581) membre de la lignée des comtes de Holstein-Pinneberg-Schaumbourg qui fut seigneur de Gemen (ou Gehmen) de 1557 à sa mort.

## Origine
Jobst II est le deuxième plus jeune fils de Jobst Ier comte de Holstein-Schaumbourg et de son épouse Marie de Nassau-Dietz (1491–1547). 
Jobst II reçoit à la suite un accord conclu avec son frère Otto IV de Schaumbourg qui règne sur les domaines familiaux depuis  1544 le fief Gemen ou Gehmen apporté en dot dans le patrimoine par leur grand-mère Cordula de Gehmen et il y règne de 1557 à 1581.  Il devient ainsi le fondateur de la lignée cadette  dite de Gehmen de la maison Schaumbourg qui régnera sur l'ensemble du comté à partir de 1622 avec ses petits-fils Jobst Hermann de Schaumbourg puis Otto VI de Schaumbourg.

## Union et descendance
Il épouse en  1561 Elisabeth von Pallandt († 1606) qui lui donne les enfants suivants:
- Henri V qui lui succède à Gemen
- Jean Otto (né le 11 février 1572 - † 30 novembre 1618)
- Jobst
- Hermann (né le  15 septembre 1575 - † 15 décembre 1634) épouse le  26 février 1609 Catherine Sophie de Brunswick-Harbourg (née le 6 mai 1577 - † 18 septembre 1665), fille d'Otto II de Brunswick-Harbourg.
- Georges Hermann (né la 12 avril 1577 - † 21 décembre 1616) épouse le  12 septembre 1612 la comtesse Élisabeth de Lippe (né le 9 juillet 1592 - † 16 juin 1646), fille de Simon VI de Lippe. Ils sont les parents de Otto VI de Schaumbourg

## Sources
- (de) Carsten Porskrog Rasmussen, Elke Imberger, Dieter Lohmeier, Ingwer Momsen (Hrsg.): Die Fürsten des Landes. Herzöge und Grafen von Schleswig, Holstein und Lauenburg. Wachholtz, Neumünster 2008,  (ISBN 978-3-529-02606-5).
- Anthony Marinus Hendrik Johan Stokvis, Manuel d'histoire, de généalogie et de chronologie de tous les états du globe, depuis les temps les plus reculés jusqu'à nos jours, préf. H. F. Wijnman. éditions Brill Leyde 1890-93, réédition  1966, Volume  III, Chapitre VIII,  Tableau généalogique no 45 p. 119.